# Roxana Popa Nedelcu
Roxana Daniela Popa Nedelcu, spesso chiamata solo Roxana Popa (Costanza, 2 giugno 1997), è un'ex ginnasta spagnola di origini rumene.

## Biografia
Roxana Popa si è trasferita in Spagna con la sua famiglia dalla Romania nel 2003; ha ottenuto la cittadinanza spagnola nel 2008.

### Carriera junior
Popa gareggia ai campionati assoluti spagnoli nel 2008, vincendoli già a soli 11 anni, ma non viene premiata in quanto non possiede ancora la cittadinanza spagnola; questa vicenda è stata anche descritta in un documentario di Canal+.
Ottenuta la cittadinanza, nel 2010 subisce un grave infortunio ad un braccio, rischiando di non riprenderne più la funzionalità; viene risolto con due interventi chirurgici e fisioterapia.
Nel 2012 ha partecipato agli Europei di Bruxelles nella categoria juniores, qualificandosi alle finali di all-around e volteggio, e come riserva al corpo libero. Finisce 6ª al volteggio e 11ª a corpo libero.

### Carriera senior

#### 2013: campionessa nazionale
Nel 2013 passa alla categoria senior: la prima competizione è in Coppa del mondo, a Cottbus, dove non conquista la finale. Viene convocata agli europei di Mosca 2013: ottiene il 6º posto nella finale all-around e il 7º in quella al corpo libero. Successivamente parte per i XVII Giochi del Mediterraneo, ma si infortuna eseguendo un arrivo durante il riscaldamento per la gara al corpo libero e non partecipa alla competizione.
A luglio conquista il titolo di campionessa di Spagna ai campionati nazionali. Partecipa anche ai mondiali di Anversa 2013, qualificandosi per la finale individuale, che conclude in 12ª posizione. A novembre partecipa all'Abierto Mexicano de Gimnasia, dove vince la medaglia d'oro con 0,200 punti di vantaggio su Peyton Ernst. Infine a dicembre partecipa alla tappa di Glasgow di coppa del mondo, classificandosi al 5º posto.

#### 2014
Inizia il 2014 partecipando all'American Cup a Greensboro (6º posto) e poi alla tappa di Tokyo di Coppa del Mondo, dove vince la medaglia d'argento dietro a Vanessa Ferrari e davanti a Maggie Nichols.
Partecipa agli europei di Sofia 2014: nella finale a squadre la Spagna termina al 6º posto. Si qualifica per la finale alle parallele asimmetriche, che termina in ultima posizione (14,266) e per quella al corpo libero, in cui si classifica al 7º posto (14,191).
Ai Campionati Nazionali spagnoli conquista nuovamente il titolo di campionessa assoluta, con un totale di 57,450 punti, avendo vinto le prove su tutti gli attrezzi tranne un secondo posto alla trave.
Ai Campionati del mondo di Nanning si qualifica per la finale all around, che conclude al tredicesimo posto.
A dicembre subisce un intervento al crociato che le impedisce di gareggiare per gran parte del 2015.

#### 2015
Partecipa ai Campionati mondiali di Glasgow, dove termina la finale all around in diciassettesicesima posizione.
Alla fine dell'anno subisce un ulteriore intervento al crociato.

#### 2016-2018
Fra il 2016 e il 2017 si sottopone a diversi interventi chirurgici che le impediscono di gareggiare. A marzo 2016 infatti subisce un intervento al menisco, seguito da un secondo intervento due mesi più tardi, mentre a ottobre 2017 subisce un intervento al crociato (il terzo in tre anni).

#### 2019
Prende parte ai Campionati mondiali di Stoccarda, dove aiuta la Spagna ad ottenere la qualificazione ai Giochi Olimpici, cosa che non avveniva dalle Olimpiadi di Atene. Inoltre si qualifica per la finale al corpo libero, che conclude al sesto posto.

#### 2021
A giugno partecipa alla FIT Challenge nelle Fiandre, dove vince la medaglia d'oro al corpo libero.
Viene scelta insieme ad Alba Petisco, Laura Bechdejú e Marina Gonzalez per partecipare alle Olimpiadi di Tokyo.
Il 25 luglio gareggia nelle Qualificazioni classificandosi per la finale all around, mentre la Spagna non riesce a qualificarsi per la finale a squadre.
Il 29 luglio partecipa alla finale all around terminando al 22º posto.